# Agathosma crenulata
El buceo africano (Agathosma crenulata) es una especie de arbusto perteneciente a la familia de las rutáceas. Se encuentra en  Sudáfrica.

## Descripción
Es un arbusto con las ramas y las ramitas glabras, que alcanza un tamaño de 1-3 metros de altura, las hojas opuestas, ovales, oblongas, u obovadas, crenuladas o serruladas, más pálido y glabras, el envés; las inflorescencias en pedúnculos axilares, con 1-3 flores.

## Taxonomía
Agathosma crenulata fue descrita por (Linneo) Pillans y publicado en J. S. African Bot. 16: 73, en el año 1950.
Sinonimia
- Adenandra cordata Link
- Adenandra serratifolia Link
- Agathosma latifolia Loudon
- Barosma crenata (L.) Sweet
- Barosma crenulata (L.) Hook.
- Barosma odorata Willd.
- Barosma serratifolia (Curtis) Willd.
- Bucco crenata Schult.
- Diosma crenata L.
- Diosma crenulata L.
- Diosma latifolia Andrews
- Diosma odorata (J.C.Wendl.) DC.
- Parapetalifera crenulata Farw.
- Parapetalifera odorata J.C.Wendl.
- Parapetalifera serrata J.C.Wendl.[5]